# مولانا حیدری وجودی

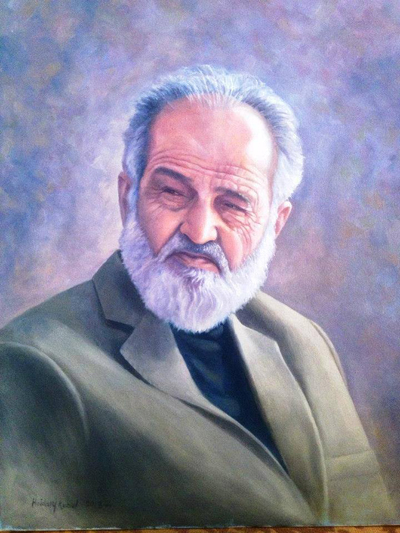
نقاشی از حیدری وجودی

مولانا حیدری وجودی (زادهٔ ۱۳۱۸ خورشیدی در پنجشیر – فوت ۲۱ جوزا یا خرداد ۱۳۹۹ در کابل) یکی از شاعران، عارفان و مولانا شناسان معاصرِ فارسی - دری در افغانستان بود. وی در سن ۸۱ سالگی در کابل درگذشت.
از آین استاد ادیب ۱۴ عنوان دفتر شعری و مقالاتی در مورد ادبیات عرفانی مولانا و بیدل به جا مانده است. از نوشته‌های پژوهشی حیدری وجودی می‌توان به ترکیب‌های شعری در اشعار نظامی گنجه‌ای، گردآوری و تصحیح اشعار عشقری و گزیده غزل‌ها از واصل کابلی تا واصف باختری نیز اشاره کرد.
همچنین اونخستین «عرس حضرت مولانا» را سال ۱۳۶۵ در کابل بنا نهاد، که در همین عرس تقریباً ۲۰۰۰ نفر شرکت کردند. گفته می‌شود که او آخرین فرد از شاعرانِ متصوف و کلاسیک افغانستان بود که سال‌ها با برگزاری محافل مثنوی‌خوانی جوانان علاقمند به ادبیات عرفانی و به ویژه مثنوی معنوی را آموزش داد. روز عرس:
مولانا جلال‌الدین محمد بلخی در ۵ جمادی الاخر سال ۶۷۲ وفات یافت؛ این روز را به سبب، وصال جاودانه مولانا با معشوق، روز عرس نامیده‌اند.